# Ivory Pinnacles
Ivory Pinnacles är en bergstopp i Antarktis. Den ligger i Västantarktis. Argentina, Chile och Storbritannien gör anspråk på området. Toppen på Ivory Pinnacles är 1 120 meter över havet.
Terrängen runt Ivory Pinnacles är kuperad norrut, men söderut är den bergig. Trakten är obefolkad. Det finns inga samhällen i närheten.